# Остров фантазий (телесериал, 1998)
 Остров Фантазий  (англ. Fantasy Island) — фантастический американский мини-сериал 1998 года с Малкольмом Макдауэллом в главной роли. Фильм является одновременно ремейком и продолжением одноимённого сериала 1970-х годов.

## Сюжет
На загадочном тропическом острове человек по имени мистер Рорк и его ассистенты исполняют, подобно джиннам, любые желания и фантазии своих гостей. Единственное условие: «Вы никому не должны рассказывать о том, что произойдёт с вами на острове». Но готовы ли гости к воплощению своих мечтаний? Каждый раз они сбываются не совсем так, как это представлялось клиентам, и поначалу это приносит им неприятности, но в итоге все получают гораздо более ценный опыт, чем исполнение воздушных и подчас бессмысленных желаний — ответы на вопросы о своей жизни и решение давних проблем.

## Персонажи и актёры
- Мистер Рорк (Малкольм Макдауэлл) — имиджмейкер и хозяин отеля на «Острове Фантазий». Осуществляет фантазии своих гостей, отталкиваясь от их пожеланий, но создавая новые возможности, отталкиваясь от своего собственного вкуса, с целью показать ошибочность суждений некоторых своих клиентов, доказав, тем самым, что реальность во многом предпочтительнее. У него есть приёмная дочь Миранда, в одной из серий возвращающаяся на остров, покинутый ей после 18-летия. Она стала врачом и вышла замуж, забыв обо всём, что связывало её с островом.

- Ариэль (Медхен Амик) — заместитель Рорка. Она также может исполнять желания гостей острова. Кроме того, она часто применяет свои чары по отношению к себе, меняя при этом форму (например, превращаясь в джинна).

- Кэл (Луис Ломбарди[англ.]) — служащий отеля, разнорабочий. На острове начал новую жизнь, продолжительность которой насчитывает уже целое десятилетие.

- Гарри (Эдвард Хибберт[англ.]) — консьерж. Вне острова вёл криминальную деятельность.

- Фишер (Файвуш Финкель) — турагент, отправляющий гостей на остров, появляется в начале каждой серии.

- Лиа (Сильвия Сидни) — старушка с сигаретой, секретарь-машинистка Фишера.

## Список серий
| №  | Русское название серии | Оригинальное название серии |
| -- | ---------------------- | --------------------------- |
| 1  | Пилот                  | Pilot                       |
| 2  | Супер друзья           | Superfriends                |
| 3  | Мы не достойны…        | We’re Not Worthy            |
| 4  | Желание танцевать      | Dying to Dance              |
| 5  | Секреты личности       | Secret Self                 |
| 6  | Эстроген               | Estrogen                    |
| 7  | Мечты                  | Dreams                      |
| 8  | Мастера на все руки    | Handymen                    |
| 9  | Связанные желанием     | Wishboned                   |
| 10 | Отпустить              | Let Go                      |
| 11 | Невинный               | Innocent                    |
| 12 | Реальные вещи          | The Real Thing              |
| 13 | Герои                  | Heroes                      |

## Адаптация фильма
31 июля 2018 года было объявлено о том, что сериал будет адаптирован в виде фильма. Sony Pictures займётся съёмкой фильма, Blumhouse Productions издаст фильм, а режиссёром и автором сценария к фильму будет Джефф Уодлоу.
10 августа 2021 года вышло идейное наследие в виде сериала «Остров фантазий» от студии Fox с Розелин Санчес в роли Елены Рорк и Киарой Барнс в роли помощницы Руби Акуды.